# Афшарская операция
Афша́рская опера́ция — военная операция в Афганистане, проходившая 11-12 февраля 1993 года во время Гражданской войны в Афганистане (1992—1996). Операция была начата Ахмадом Шахом Масудом и правительством ИГА Бурхануддина Раббани против боевиков ИПА Гульбеддина Хекматияра и Хезбе-и-Вахдат Абдула Али Мазари в густонаселённом районе Афшар на западе Кабула.
Афшарская операция в ходе которой сотни пуштунов-суннитов и хазарейцев-шиитов подверглись систематическим нападениям и были изгнаны из деревень в этом районе, стала первым подобным инцидентом на религиозной почве в современной истории Афганистана. Это также считается одним из худших одиночных событий в войнах в Афганистане.

## Предпосылки
26 апреля 1992 года лидеры моджахедов объявили о новом соглашении о мире и разделе власти — Пешаварских соглашениях. В период, обсуждаемый в этой статье, суверенитет Афганистана был формально передан «ИГА», образованию, созданному в апреле 1992 года, после падения поддерживаемого советским союзом правительства Наджибуллы в результате Пешаварских соглашений. Законными представителями правительства были президент Бурхануддин Раббани и министр обороны Ахмад Шах Масуд. 
За исключением «ИПА» Гульбуддина Хекматияра, которая в очень значительной степени контролировалась режимом в Пакистане, все партии были якобы объединены при этом правительстве в 1993 году. Хекматияр обстрелял Кабул десятками тысяч ракет в 1992 году, чтобы получить власть для себя. Хекматияру неоднократно предлагали пост премьер-министра, но он не хотел делиться властью.
После неудачных попыток переговоров разразилась жестокая война между «Иттихад-е Ислами» Абдул Расула Сайяфа, «Джамиат-е Ислами» Ахмада Шаха Масуда и «Хезб-е Вахдат» Абдула Али Мазари. В декабре 1992 года Хезб-е Вахдат Абдула Али Мазари вступил в союз с Гульбеддином Хекматияром. Благодаря своему недавно созданному союзу с «Хезб-е Вахдат» Хекматияр увеличил количество ракетных обстрелов города.
Проект «Правосудие в Афганистане» ставит перед военной операцией следующие цели:
У этой операции было две тактические цели. Во-первых, Масуд намеревался с помощью операции захватить политический и военный штаб «Хезб-е Вахдат» и захватить Абдул Али Мазари, лидера «Хезб-е Вахдат». Во-вторых, «ИГА» [Исламское государство Афганистан с министром обороны Масудом] намеревалось консолидировать районы столицы, непосредственно контролируемые силами Исламского государства, путем соединения частей западного Кабула, контролируемых Иттихад и-Ислами, с частями центрального Кабула, контролируемыми «ИПА». Учитывая политический и военный контекст Кабула в то время, эти две цели (которые были в значительной степени достигнуты в ходе операции) дают убедительное объяснение того, почему силы Исламского государства атаковали Афшар.

## Операция
Люди Мохаммада Фахима, который отвечал за специальные операции, связались с рядом шиитских командиров и добились их сотрудничества. Это позволило заблаговременно разместить артиллерию перед началом боя, при этом орудие ЗУ-23-2 и 30 человек были размещены на холме Алиабад с целью обстрела Центральной шахты, Афшара, Карт-Ише, Карт-Ичара и Карт-и-Сахи. Силы, союзные правительству, начали бомбить район вокруг Афшара, прежде чем войска начали продвигаться туда около 4:00 утра 11 февраля. Войска переместились из Бадамбага на вершину Радарного холма, который был частью хребта Афшар. Согласно проекту «Правосудие в Афганистане»:
Большой контингент сил «Иттихада» и «Джамиата» продвинулся к Афшару с запада. Ближайшей точкой линии фронта к главной цели операции был Кабульский политехнический университет. Силы Джамиата продвигались по главной дороге Афшар от Карт-и Парвана и отеля «Интерконтиненталь» к Институту социальных наук, войдя в Афшар с востока. Силы ИГА не продвигались вдоль других участков линии фронта, обозначающей западный Кабульский анклав, хотя они продолжали интенсивные бомбардировки и располагали достаточными силами для поддержания угрозы наступления. Согласно этому, к 13:00 главная линия обороны Хезб-е Вахдата потерпела неудачу, и силы, включая Мазари и его высших командиров, начали бежать пешком.
К 14:00 Институт социальных наук был захвачен, и войска контролировали Хушаль-Мину и Афшар. Мазари восстановил линию обороны вблизи Центрального бункера и Карт-Исахи, на окраине Хушхал-Мина, сохранив контроль над большей частью Западного Кабула. После этого многие из жителей бежали в Таймани, район Исмали в городе. Цели военной операции были в значительной степени достигнуты в ходе операции. Штаб-квартира Хезб-е Вахдата и многие их позиции были захвачены, так что они больше не могли обстреливать Кабул с этих позиций.

## Разногласия
Джон Дженнингс, журналист AП, присутствовавший в Афшаре во время операции вокруг войск Масуда, подробно изложил обвинения в систематической резне мирных жителей. Хотя он оставил открытой возможность того, что некоторые захваченные боевики Хезб-е Вахдата были казнены без суда и следствия, а не подверглись обращению как с военнопленными со стороны войск, разъярённых зверствами Хезб-е Вахдата против мирных жителей Кабула в предыдущие месяцы. Дженнингс рассказывает, как вошёл в соседний подвал, где боевики Хезб-е Вахдата связали проволокой заложников, не являющихся хазарейцами, расстреляли их и попытались сжечь тела, прежде чем покинуть место происшествия перед наступающими войсками Масуда. Дженнингс также описывает, как последователи Ахмада Шаха Масуда спасали раненого гражданского хазарейского жителя, попавшего под перекрёстный огонь в разгар битвы.